# Idaea rhipistis
Idaea rhipistis är en fjärilsart som beskrevs av Edward Meyrick 1886. Idaea rhipistis ingår i släktet Idaea och familjen mätare. Inga underarter finns listade i Catalogue of Life.